# Junona i Awoś
Junona i Awoś (ros. Юнона и Авось) – radziecka opera rockowa kompozytora Aleksieja Rybnikowa i poety Andrieja Wozniesienskiego. Nazwa opery nawiązuje do dwóch żaglowców ekspedycji Nikołaja Riezanowa do Ameryki Północnej.
Premiera spektaklu w reżyserii Marka Zacharowa, choreografii Władimira Wasiljewa i scenografii Olega Szejncysa miała miejsce 9 lipca 1981 roku w Moskiewskim Państwowym Teatrze imienia Leninskiego Komsomołu. Od 31 grudnia 1985 roku opera weszła także do stałego repertuaru Petersburskiego Teatru „Opera Rockowa”.

## Fabuła
Szambelan Riezanow po śmierci żony poświęca się służbie ojczyźnie. Próbuje uzyskać pozwolenie władz na odbycie podróży do Ameryki Północnej w celu nawiązania kontaktów handlowych. Po kilku latach dostaje zgodę. Przed wyjazdem oznajmia, że w młodości, odkąd zobaczył Kazańską ikonę Matki Bożej, kocha Bogurodzicę jak kobietę. We śnie objawia mu się Maryja i, obiecując modlitwę za niego, każe nie czynić sobie wyrzutów z powodu tej miłości. Ekspedycja Riezanowa wyrusza pod banderą andriejewską do hiszpańskiej Kalifornii na dwóch żaglowcach „Junona” i „Awoś”.
W Kalifornii zbliża się dzień ślubu szesnastoletniej córki gubernatora – Conchity – i seniora Fernanda. W pałacu ojca dziewczyny w San Francisco odbywa się bal na jej cześć, na który jako poseł cesarza Aleksandra I przybywa Riezanow. Szambelan zaprasza Conchitę do tańca, czym wzbudza zazdrość jej narzeczonego. W międzyczasie towarzysze podróży Rosjanina zakładają się, czy ich przywódca uwiedzie młodą Hiszpankę. Rywale o względy Conchity rozumieją, że żaden z nich nie ustąpi i dojdzie do otwartego konfliktu. W nocy dziewczyna modli się do Najświętszej Panienki. Odwiedza ją Riezanow i wyznaje swoją miłość. Conchita odwzajemnia jego uczucia.
Ekspedycja handlowa Riezanowa kończy się niepowodzeniem. Kampania Rosyjsko-Amerykańska nie przynosi zysków. Kryzys pogłębia sprawa Riezanowa, uwikłanego w osobisty konflikt z Fernando. Hiszpan żąda pojedynku. Wybucha skandal obyczajowy i Rosjanie zmuszani są do opuszczenia San Francisco. Przed wyjazdem Riezanow potajemnie zaręcza się z Conchitą. W drodze powrotnej przez Syberię szambelan dostaje gorączki i umiera pod Krasnojarskiem. Wierna Conchita wypatruje powrotu ukochanego. Po trzydziestu pięciu latach oczekiwania składa śluby zakonne i wstępuje do klasztoru dominikanów w San Francisco.